# エヴァ・ゴンザレス
エヴァ・ゴンザレス (Eva Gonzalès、1849年4月19日 – 1883年5月6日) はフランスの印象派の画家。

## 生涯
パリ生まれ。父親はスペインにルーツを持つモナコのブルジョワ家系で作家のエマニュエル・ゴンザレス（Emmanuel Gonzalès: 1815-1887）である。母はベルギー人音楽家であった。
16歳から美術を学び始めた。当時公立の美術学校は女性の入学を認めていなかったので、パリで女性のための絵画教室を開いていたシャルル・シャプランに学んだ。1869年にスタジオを開き、ベルギー出身の画家、アルフレッド・ステヴァンスに紹介されてエドゥアール・マネの弟子になった。この頃、マネによるゴンザレスの肖像画が描かれた。1870年からサロン・ド・パリに作品を出展するようになる。マネと同じように印象派展に参加したことはないが、そのスタイルから印象派の一人に数えられている。エヴァはマネのただ一人の生徒であった。また、彼女は印象派の画家たちのためにモデルを務めることも多くあった。
普仏戦争の間はディエップに移る。1879年に版画家、美術評論家のアンリ・ゲラール（1846-1897）と結婚し、夫や自分の妹をモデルに多くの作品を残した。1883年にエヴァは息子の出産時に34歳で死去したが、それは師であったマネの死の6日後のことであった。

## 作品

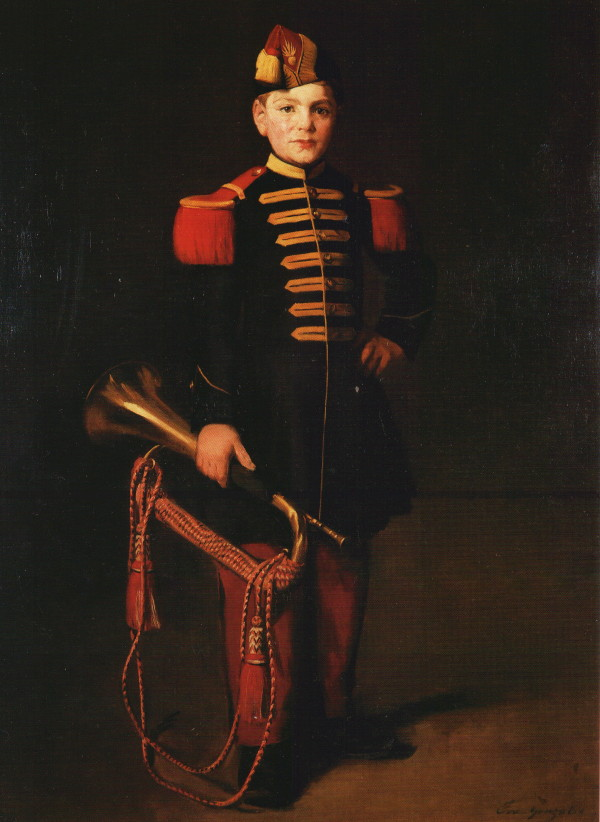
『一座の子供』、ガストン・ラピン美術館、ヴィルヌーヴ＝シュル＝ロット 1870
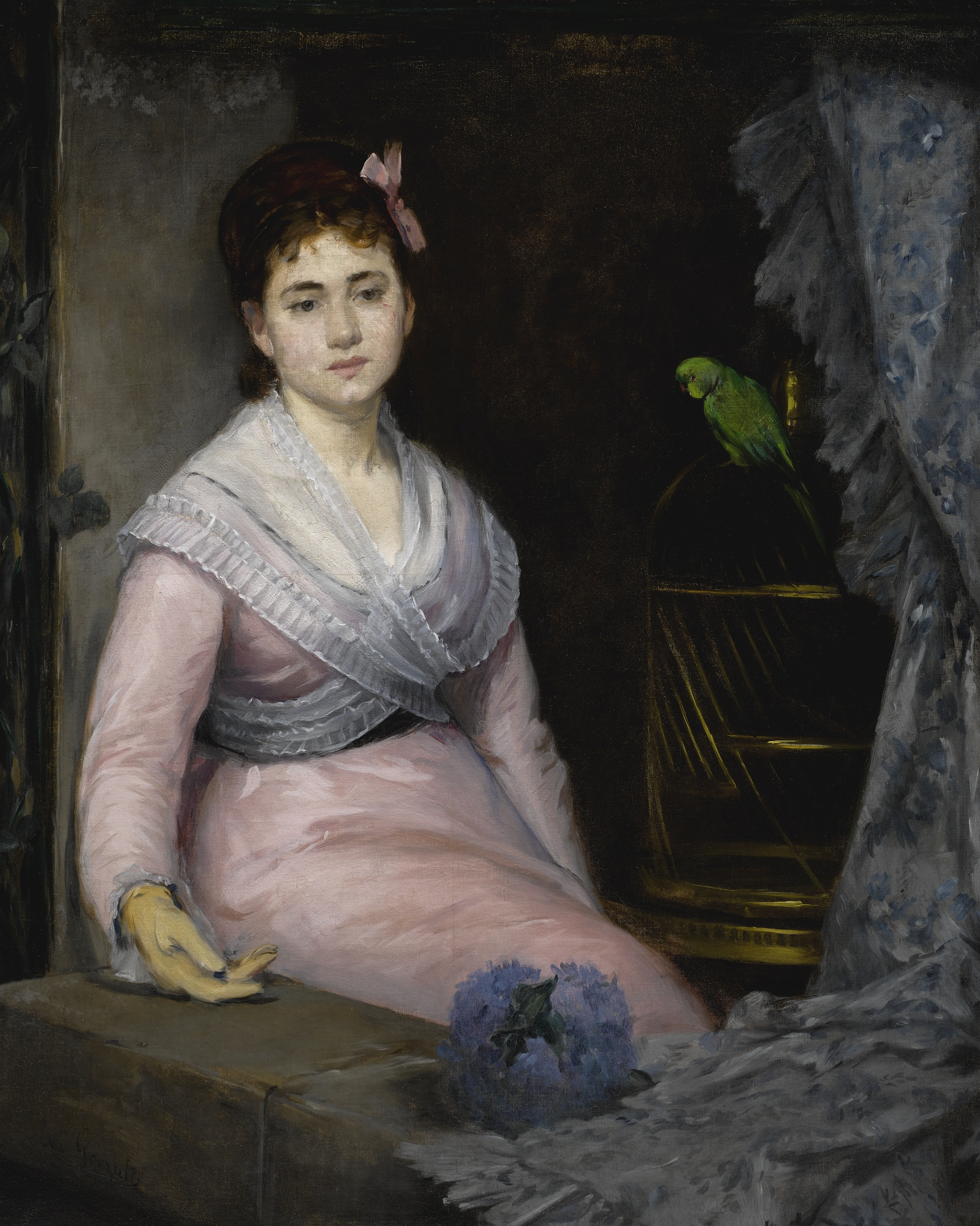
『怠惰』、私蔵 1871-72
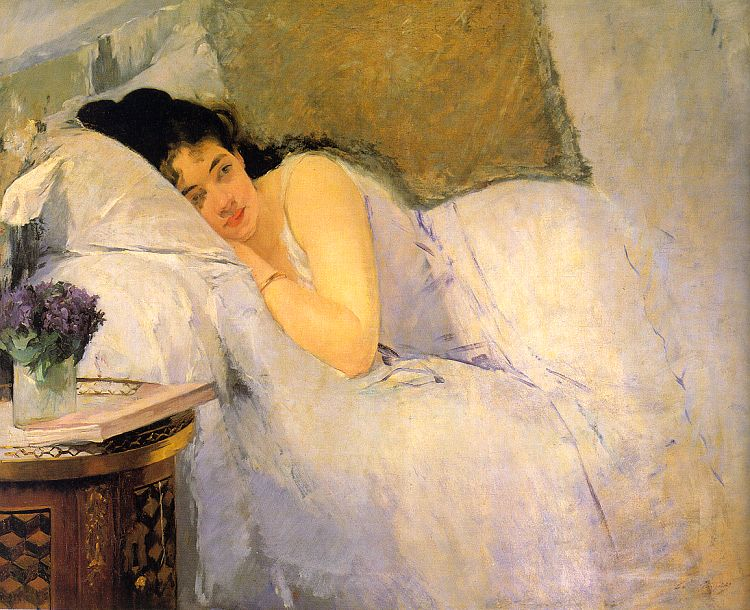
『目覚め』、ブレーメン美術館 1876
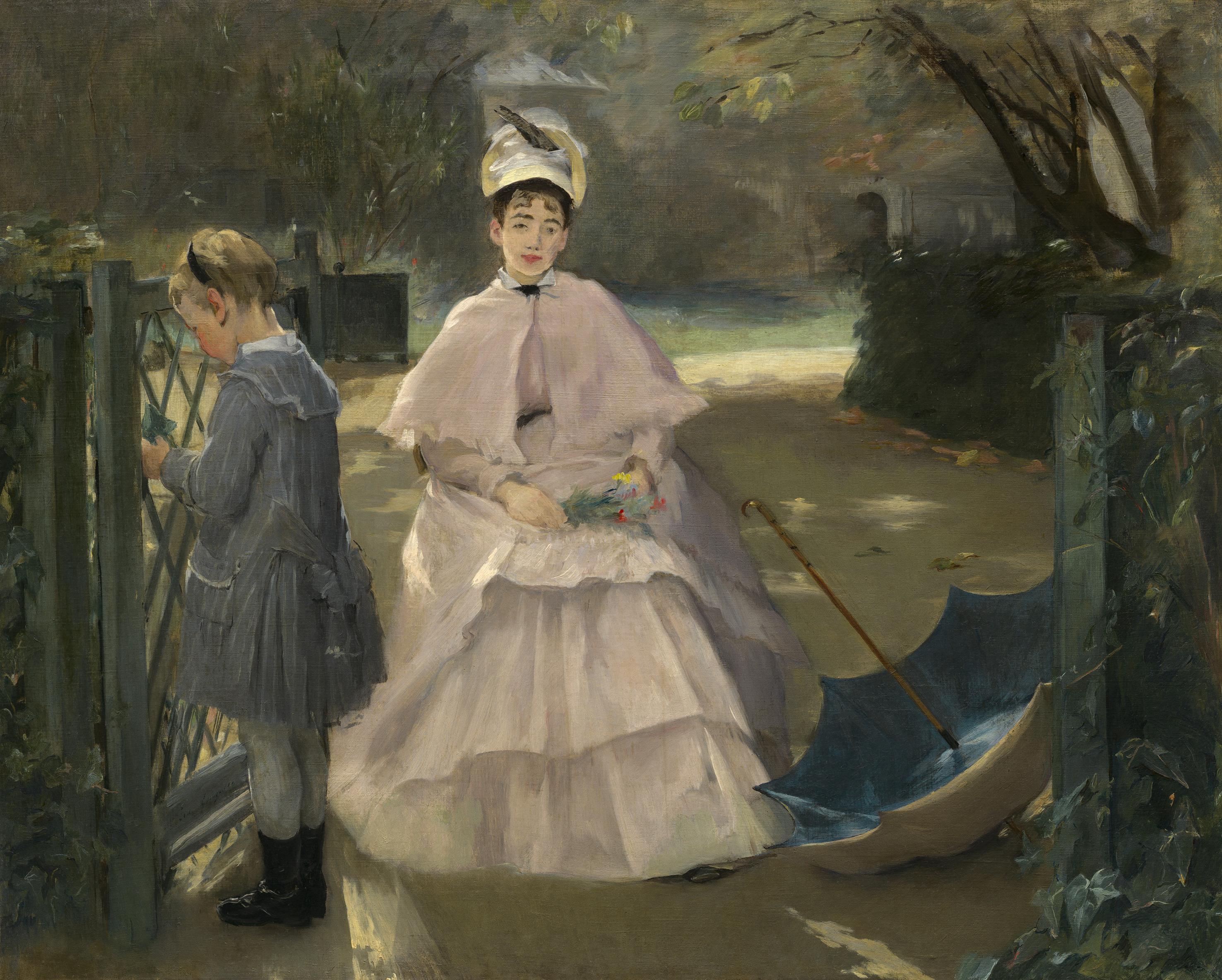
『乳母と子供』、ナショナル・ギャラリー、ワシントンD.C. 1877-78
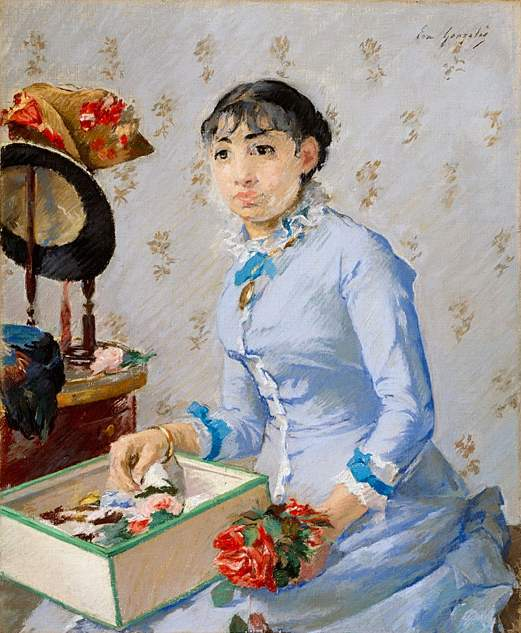
『婦人帽子職人』、シカゴ美術館 c.1877
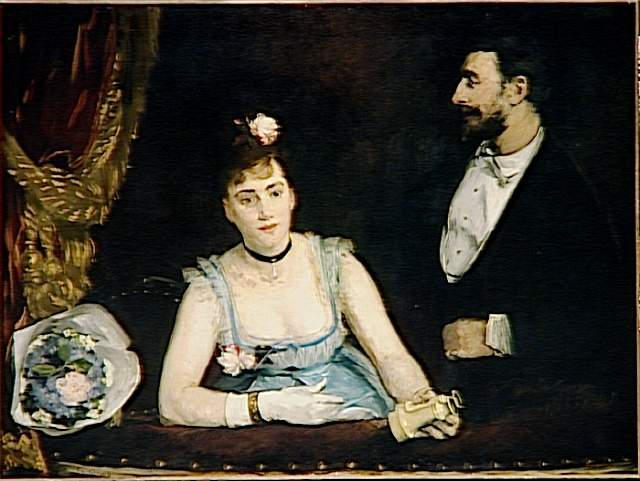
『イタリア座の桟敷席』、オルセー美術館 1874
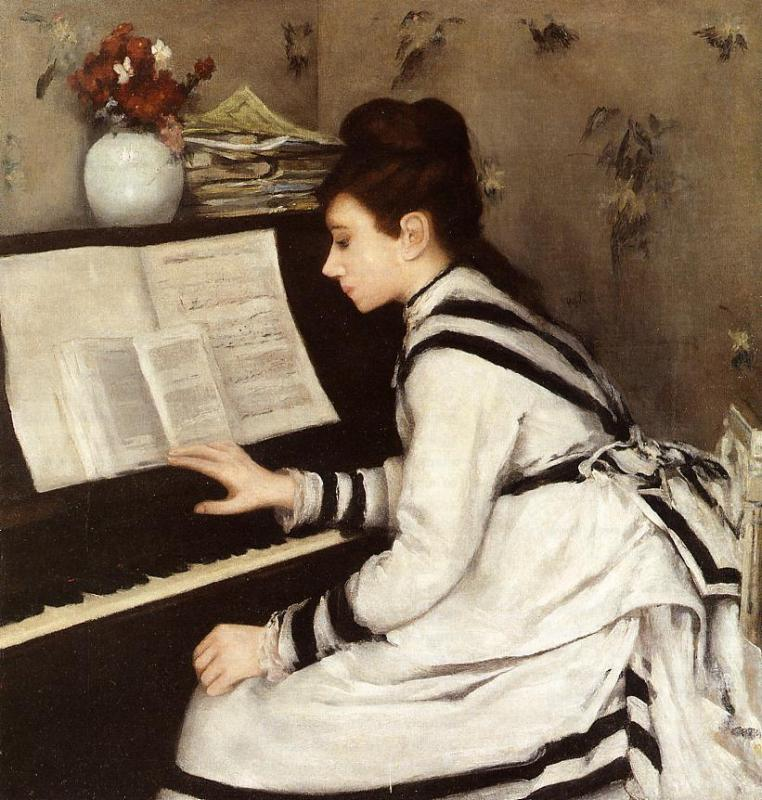
『秘密』、私蔵 1877-78
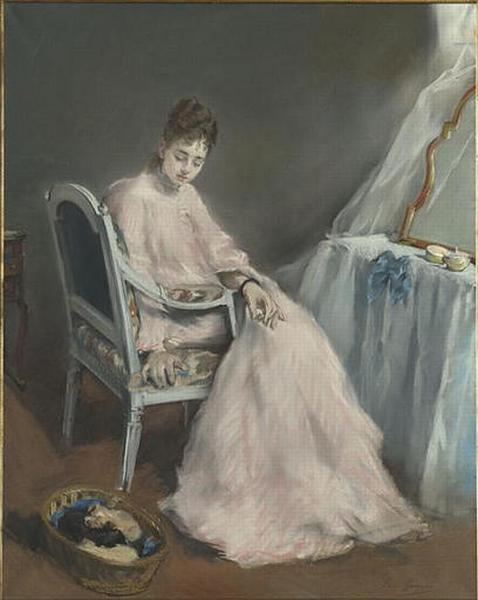
『白い服を着た女性』、国立女性美術館、ワシントンD.C. 1879